# La Vey
La Vey é uma comuna francesa na região administrativa da Normandia, no departamento Calvados. Estende-se por uma área de 3,47 km². Em 2010 a comuna tinha 122 habitantes (densidade: 35,2 hab./km²).